# Municipio de Windsor (Dakota del Norte)
El municipio de Windsor (en inglés: Windsor Township) es un municipio ubicado en el condado de Stutsman en el estado estadounidense de Dakota del Norte. En el año 2010 tenía una población de 59 habitantes y una densidad poblacional de 0,65 personas por km².

## Geografía
El municipio de Windsor se encuentra ubicado en las coordenadas 46°56′1″N 99°0′19″O / 46.93361, -99.00528. Según la Oficina del Censo de los Estados Unidos, el municipio tiene una superficie total de 90.52 km², de la cual 88,6 km² corresponden a tierra firme y (2,12 %) 1,92 km² es agua.

## Demografía
Según el censo de 2010, había 59 personas residiendo en el municipio de Windsor. La densidad de población era de 0,65 hab./km². De los 59 habitantes, el municipio de Windsor estaba compuesto por el 100 % blancos. Del total de la población el 0 % eran hispanos o latinos de cualquier raza.